# کیست‌های واژن

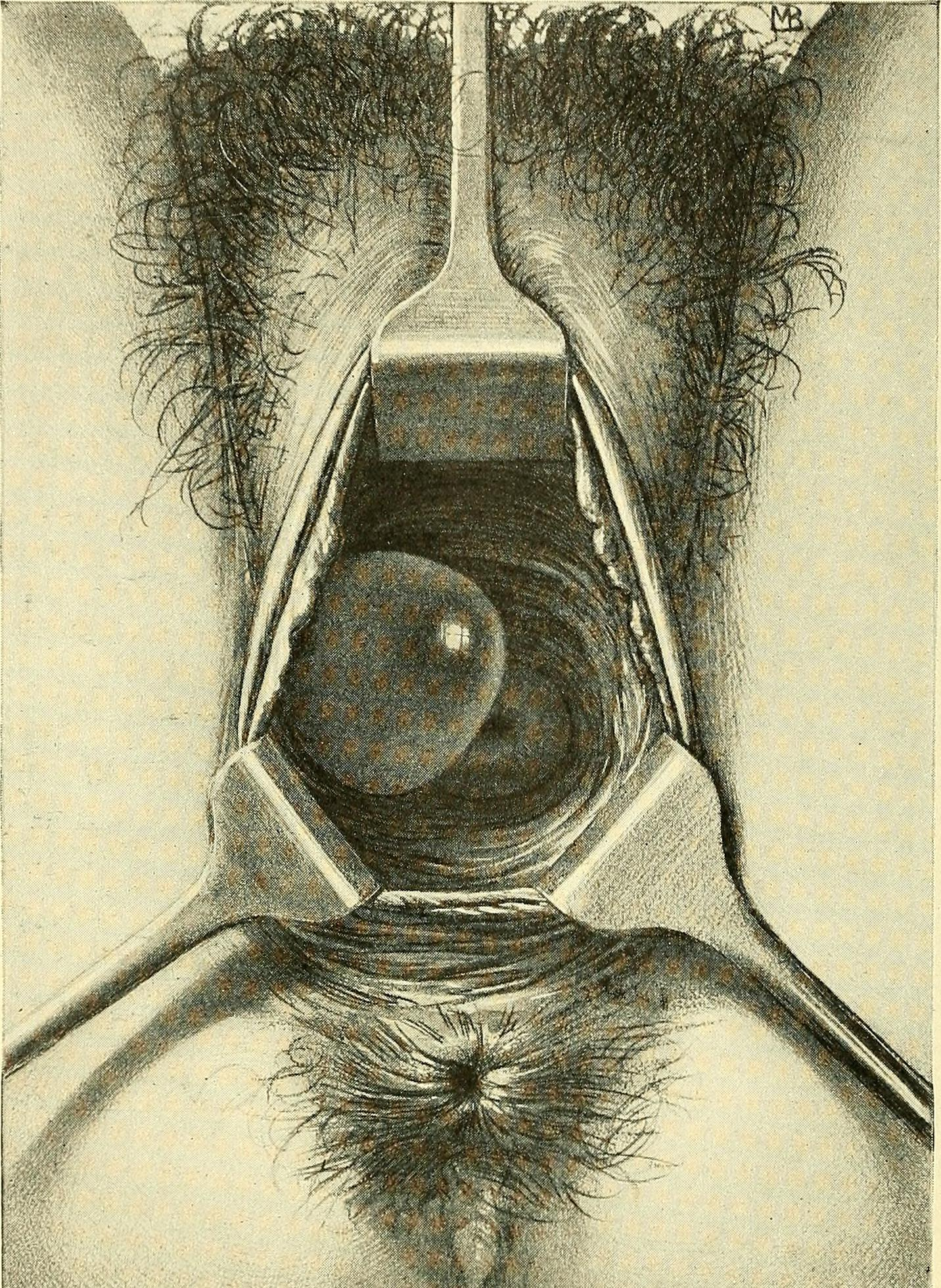
تصویری از کیست گارتنر روی دیواره واژن که در سال ۱۹۰۶ کشیده شده‌است.

کیست‌های واژن (انگلیسی: Vaginal cysts) کیست‌های خوش‌خیم و ناشایعی هستند که در دیوارهٔ واژن شکل می‌گیرند. نوع بافت پوششی جدارهٔ کیست برای طبقه‌بندی این رویش‌ها استفاده می‌شود. کیست‌های واژن ممکن است مادرزادی باشند و در دوران کودکی و بزرگسالی ظاهر شوند. شایع‌ترین نوع کیست، نوع انکلوزیونی سنگفرشی است که در بافت واژن موجود در محل اپیزیوتومی یا سایر محل‌های جراحی واژن ایجاد می‌شود. کیست‌ها در بیشتر موارد علائمی ایجاد نمی‌کنند و با عوارض کم یا بدون هیچ عارضه‌ای ظاهر می‌شوند. کیست واژن می‌تواند در سطح بافت پوششی واژن یا در لایه‌های عمیق‌تر ایجاد شود. بیشتر کیست‌ها توسط خودِ شخص و به‌عنوان یک یافته اتفاقی در طول معاینه معمول لگن پیدا می‌شوند. کیست‌های واژن می‌توانند شکل ساختارهای دیگری را که از واژن بیرون زده‌اند مانند فتق راست‌روده یا فتق مثانه تقلید کنند. برخی از کیست‌ها را می‌توان با مشاهده شکل ظاهری تشخیص داد، اما بیشتر آنها برای تعیین نوع، به بیوپسی نیاز دارند. کیست‌های واژن می‌توانند اندازه‌های متفاوتی داشته باشند و تا ۷ سانتی‌متر رشد کنند. کیست‌های دیگری نیز ممکن است روی دیواره واژن وجود داشته باشند، اگرچه بیشتر این کیست‌ها قابل تمایز هستند. کیست‌های واژن یکی از انواع توده‌های واژن هستند، انواع دیگر شامل سرطان‌ها و تومورها هستند. میزان شیوع کیست‌های واژن نامشخص است زیرا بسیاری از آنها گزارش نمی‌شوند، اما تخمین زده می‌شود که از هر ۲۰۰ زن، ۱ نفر دارای کیست واژن باشد. کیست‌های واژن ممکن است در ابتدا در دوران بارداری و زایمان کشف شوند. این موارد برای تسهیل یک زایمان بدون مانع برای نوزاد درمان می‌شوند. رویش‌هایی که از مجرای ادرار و سایر بافت‌ها منشأ می‌گیرند نیز می‌توانند به صورت کیست‌های واژن ظاهر شوند.

## انواع
کیست‌های انکلوزیونی واژن می‌توانند به صورت برآمدگی‌های کوچک ظاهر شوند و در حین زایمان یا بعد از جراحی پدید آیند. کیست انکلوزیونی سنگفرشی به‌ندرت در جنین هم دیده می‌شود. کیست‌های دیگر شامل کیست بارتولن، کیست مجرای گارتنر، انکلوزیون‌های موسینی، کیست‌های انکلوزیون پوششی، کیست‌های جنینی و کیست‌های مجاری ادراری باشند. کیست‌های واژینال که کمتر شایع هستند، کیست‌های آندومتر و واژینیت آمفیزماتوز هستند. واژینیت آمفیزماتوزوم گروهی از کیست‌های پر از گاز روی دیواره واژن است. اینها خوش‌خیم و خودمحدودشونده هستند (به خودی خود محو می‌شوند). کیست‌های واژن همچنین ممکن است مادرزادی بوده و با ناهنجاری‌های سیستم ادراری همراه باشند.

شایع‌ترین نوع کیست واژن، کیست مولرین است. اینها معمولاً در دیواره قدامی جانبی واژن ایجاد می‌شوند. این کیست ممکن است با بافت پوششی از دهانه رحم، رحم و لوله‌های فالوپ پوشانده شود.
کیست انکلوزیونی پوششی که کیست انکلوزیونی اپیدرمی یا کیست انکلوژن سنگفرشی نیز نامیده می‌شود،. ۲۳ درصد از کل کیست‌های واژن را تشکیل می‌دهد و دومین کیست شایع واژن است. این کیست از بافت اپیتلیومی منشأ می‌گیرد که در اثر جراحی، اپیزیوتومی یا آسیب‌های دیگر «به دام افتاده» است و بیشتر در دیواره خلفی تحتانی واژن یافت می‌شود.. کیست اپیدرموئید یکی دیگر از انواع کیست واژن است. کیست‌های انکلوزیونی کوچک هستند و در انتهای خلفی تحتانی واژن قرار دارند. قطعات کوچکی از اپیتلیوم واژن به دلیل پارگی میان‌دوراه و ترمیم ناقص جراحی پس از اپیزیوتومی در زیر سطح پوششی به دام افتاده‌است.
کیست مجرای گارتنر از بقایای بافتی کوچکی از مجرای مزونفریک ایجاد می‌شود. علائم آن عبارتند از: عفونت، اختلال عملکرد مثانه، درد شکمی، ترشحات واژن، و بی‌اختیاری ادرار. این کیست در بیشتر مواقع آنچنان بزرگ است که ممکن است باعث بی‌اختیاری ادرار شود، اما برداشتن آن با جراحی، معمولاً درمان قطعی است و احتمال عود آن بعید است. تشخیص کیست مجرای گارتن توسط سونوگرافی تأیید می‌شود. ارزیابی با بیوپسی دقیق‌ترین تشخیص را ارائه می‌دهد. این کیست دارای جداره‌ای از بافت پوششی است که از بافت پوششی سنگفرشی تا بافت پوششی انتقالی ترشح‌کنندهٔ موسین را در بر می‌گیرد.
گاهی نیز عفونت انگلی باعث ایجاد کیست واژن می‌شود.

## علائم و نشانه‌ها
در بیشتر موارد، علائم بسیار اندک است یا اصلاً وجود ندارند. برخی از زنان ممکن است فشار واژن، احساس ناراحتی، تورم، رابطه جنسی دردناک یا خونریزی را تجربه کنند. کیست‌ها همچنین می‌توانند نسبت به لمس حساس و دردناک باشند.

## تشخیص
تشخیص کیست‌ها با استفاده از سونوگرافی، سی‌تی‌اسکن، سیستورتروگرام دفع ادرار و ام‌آرآی امکان‌پذیر می‌کند. یافته‌های سونوگرافی ممکن است شامل مشاهده حاشیه‌های صاف یک ساختار پر از مایع باشد. کیست‌های واژن شبیه سایر ساختارهایی هستند که از واژن بیرون زده‌اند مانند فتق راست‌روده و فتق مثانه. ارزیابی بافت‌شناسی برای تعیین نوع خاص کیست مورد نیاز است. کیست‌های واژن اغلب هنگام معاینه معمولی لگن یا پاپ اسمیر کشف می‌شوند. کیست‌ها نیز توسط معاینه دو دستی کشف می‌شوند. ساختارهای دیگری که شبیه کیست‌های واژن هستند، تومورهای بافت همبند، هماتوکولپوس و آترزی پرده بکارت هستند. فقدان شیارهای واژن بر روی بفت پوشانندهٔ کیست، نشانه‌ای از وجود آنهاست.

## درمان
بسیاری از کیست‌ها رشد نمی‌کنند و کوچک می‌مانند و تحت نظر پزشک به دقت پیگیری می‌شوند تا خودبه‌خود برطرف شوند. گاهی جراحی و/یا تخلیه کیست برای برداشتن آن انجام می‌شود. درمان پس از برداشتن کیست توسط جراحی با پیگیری‌های برنامه‌ریزی‌شده توسط پزشک که به‌دنبال کشف هرگونه تغییر در کیست است، ادامه می‌یابد. کیست‌های غده بارتولین اغلب نیاز به تخلیه دارند. گاهی برای درمان آنها نیز آنتی‌بیوتیک تجویز می‌شود. درمان این کیست‌ها معمولاً شامل آسپیراسیون، روش مارپیوالیزاسیون (کیسه‌سازی) و از دیروفینگ است. هنگامی که کیست‌ها درمان می‌شوند، عوارض کمی هستند. کیست‌های واژن به ندرت عود می‌کنند. هنگامی که با جراحی برداشته می‌شود، کیست‌ها معمولاً بر نمی‌گردند. در برخی موارد ممکن است کیست بارتولین ایجاد شود و نیاز به درمان بیشتری باشد. در بیشتر موارد، هیچ عارضه‌ای از خود کیست وجود ندارد؛ اما جراحی آن با خطر کمی از عوارض همراه است. خطر بستگی به محل قرار گرفتن کیست دارد.